# Scarlett Johansson
Scarlett Ingrid Johansson (/dʒoʊˈhænsən/; sinh ngày 22 tháng 11 năm 1984) là một nữ diễn viên và ca sĩ người Mỹ. Cô là nữ diễn viên được trả thù lao cao nhất thế giới kể từ năm 2018, đồng thời cũng nhiều lần xuất hiện trong danh sách 100 người nổi tiếng quyền lực nhất thế giới của Forbes. Cô cũng được tạp chí Time bình chọn cho 100 người có sức ảnh hưởng lớn nhất thế giới sau vụ kiện làm nên lịch sử của cô với Disney. Những bộ phim cô tham gia diễn xuất đã thu về tổng cộng hơn 15 tỷ USD toàn cầu, đưa Johansson trở thành ngôi sao điện ảnh có doanh thu phòng vé cao thứ chín mọi thời đại. Cô cũng nhận được nhiều giải thưởng cao quý, bao gồm một giải Tony và một giải BAFTA, cũng như hai đề cử giải Oscar và năm đề cử giải Quả cầu vàng.
Sinh ra và lớn lên ở Manhattan, thành phố New York, Johansson khao khát trở thành diễn viên từ khi còn nhỏ và lần đầu tiên xuất hiện trên sân khấu Off-Broadway với tư cách là một diễn viên nhí. Bộ phim đầu tay của cô là tác phẩm hài giả tưởng North (1994); cô cũng sớm được công chúng đón nhận với các vai diễn trong Manny & Lo (1996), The Horse Whisperer (1998) và Ghost World (2001). Johansson bắt đầu đảm nhiệm các vai diễn trưởng thành hơn kể từ Lạc lối ở Tokyo – bộ phim đã mang về cho cô giải BAFTA cho Nữ diễn viên chính xuất sắc nhất, và Girl with a Pearl Earring. Cô cũng được đề cử giải Quả cầu vàng cho các vai diễn trong A Love Song for Bobby Long (2004) và Match Point (2005). Một số phim điện ảnh nổi bật khác của cô trong giai đoạn này bao gồm The Prestige (2006) của đạo diễn Christopher Nolan và Vicky Cristina Barcelona (2008) của Woody Allen. Cô cũng ra mắt công chúng dưới vai trò ca sĩ qua việc phát hành hai album phòng thu: Anywhere I Lay My Head (2008), và Break Up (2009) hợp tác với Pete Yorn; cả hai album đều lọt vào bảng xếp hạng Billboard 200.
Năm 2010, Johansson ra mắt trên sân khấu Broadway với vở kịch A View from the Bridge – mang về cho cô giải Tony cho Nữ diễn viên chính xuất sắc nhất – và bắt đầu thủ vai nhân vật Black Widow trong Vũ trụ Điện ảnh Marvel kể từ tác phẩm Người Sắt 2. Johansson tiếp tục đóng vai chính trong các bộ phim khoa học viễn tưởng Her (2013), Under the Skin (2013), Lucy (2014) và Vỏ bọc ma (2017). Cô nhận được sự hoan nghênh của giới phê bình và nhận được hai đề cử giải Oscar với vai một nữ diễn viên sắp ly hôn trong Câu chuyện hôn nhân của đạo diễn Noah Baumbach, và vai người mẹ đơn thân trong Đức Quốc Xã trong Jojo Rabbit của đạo diễn Taika Waititi.
Johansson ngoài ra cũng là một người mẫu nổi tiếng và được nhiều phương tiện truyền thông gọi là biểu tượng tình dục của Hollywood. Cô cũng tham gia vào nhiều tổ chức từ thiện khác nhau. Johansson kết hôn với nam diễn viên người Canada Ryan Reynolds từ năm 2008 đến năm 2011 và với doanh nhân người Pháp Romain Dauriac từ năm 2014 đến năm 2017. Năm 2020, cô kết hôn với diễn viên hài Colin Jost. Johansson có hai con, một con gái với Dauriac và một con trai với Jost.

## Tiểu sử

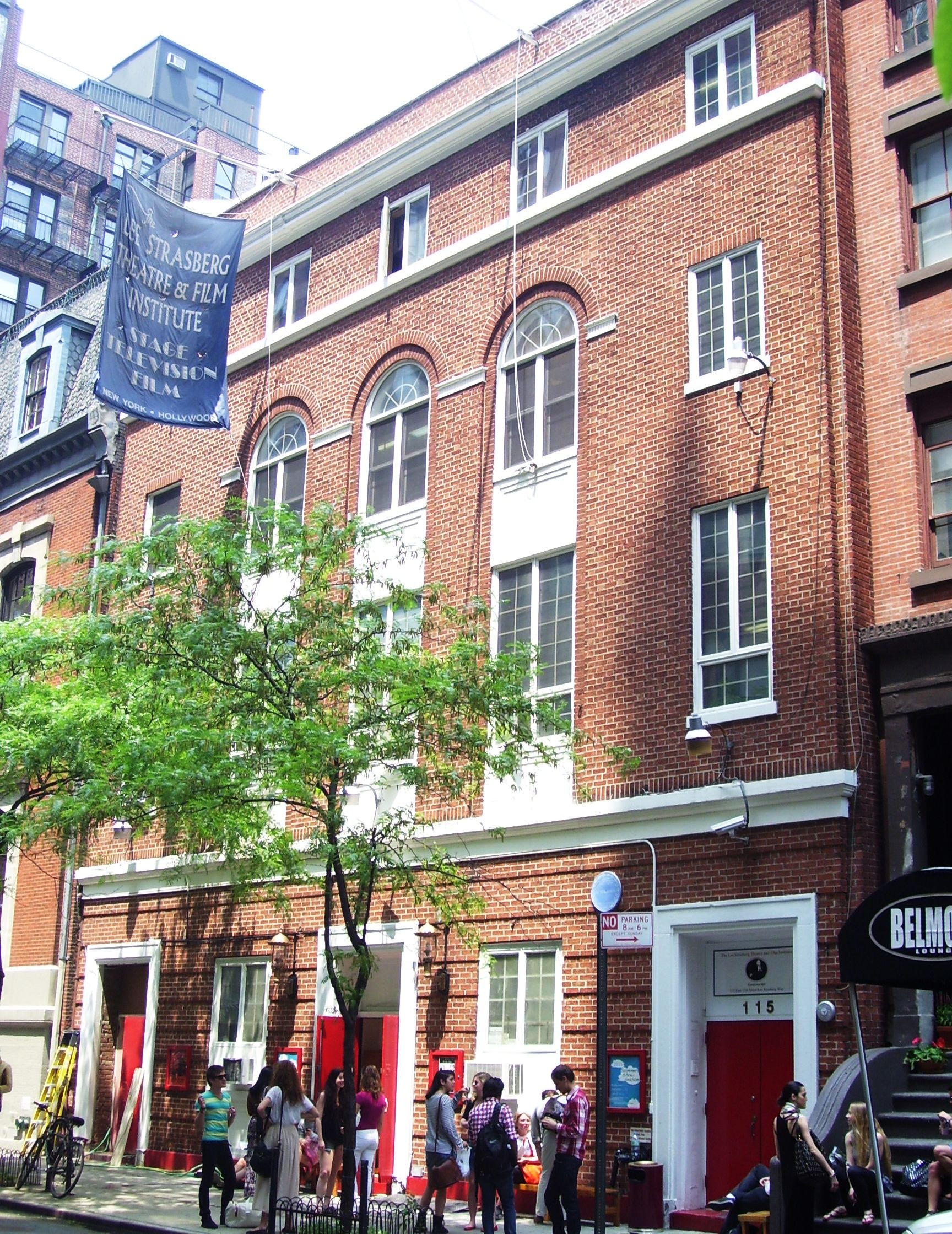
Học viện Điện ảnh và Nhạc kịch Lee Strasberg, nơi Johansson học diễn xuất khi còn nhỏ.

Scarlett Ingrid Johansson sinh ngày 22 tháng 11 năm 1984, tại quận Manhattan của Thành phố New York. Cha cô, Karsten Olaf Johansson, là một kiến trúc sư gốc Copenhagen, Đan Mạch, trong khi ông nội của cô, Ejner Johansson, là một nhà sử học nghệ thuật, nhà biên kịch và đạo diễn phim, có cha ruột là người Thụy Điển. Mẹ của Scarlett, Melanie Sloan, là người New York, bà từng làm việc dưới vai trò một nhà sản xuất. Johansson có xuất thân từ một gia đình Do Thái Ashkenazi đến từ Ba Lan và Nga, với họ gốc là Schlamberg; cô cũng tự miêu tả mình là người Do Thái. Cô có một chị gái tên là Vanessa, cũng là một diễn viên, và một người anh trai tên Adrian và một người  em trai sinh đôi là Hunter (Sinh muộn hơn cô ấy ba phút). Johansson cũng có một người anh cùng cha khác mẹ tên là Christian từ cuộc hôn nhân đầu tiên của cha cô. Cô mang hai quốc tịch Mỹ và Đan Mạch. Cô phát hiện ra gia đình ông cố ngoại của cô đã chết trong cuộc diệt chủng Holocaust ở Warsaw Ghetto trong một tập phim tài liệu Finding Your Roots vào năm 2017 của kênh PBS.
Thuở bé, Johansson theo học tại PS 41, một trường tiểu học ở Làng Greenwich, Manhattan. Cha mẹ cô ly hôn năm cô 13 tuổi. Johansson đặc biệt thân thiết với bà ngoại của cô, Dorothy Sloan, một người giữ sổ sách và cũng là một giáo viên; cả hai thường dành thời gian bên nhau và Johansson coi Sloan như người bạn thân nhất của mình. Quan tâm đến sự nghiệp sân khấu ngay từ khi còn nhỏ, cô thường thực hiện các bài hát và vũ đạo cho gia đình mình xem. Cô đặc biệt thích sân khấu âm nhạc và trình diễn jazz hands. Johansson cũng học tap dance, đồng thời cho biết cha mẹ luôn ủng hộ lựa chọn nghề nghiệp của cô. Cô nhìn nhận những năm tháng thơ ấu của mình là rất đỗi bình thường.
Khi còn nhỏ, Johansson đã luyện tập diễn xuất bằng cách nhìn chằm chằm vào gương cho đến khi có thể tự mình khóc được; cô muốn được giống như Judy Garland trong Meet Me in St. Louis. Ở tuổi lên bảy, cô đã rất thất vọng khi thấy một công ty tài năng chọn ký hợp đồng với một trong những người em trai của cô thay vì cô, dù vậy sau đó cô vẫn quyết tâm trở thành một diễn viên. Cô đăng ký học tại Học viện Điện ảnh và Nhạc kịch Lee Strasberg và bắt đầu thử vai cho các đoạn phim quảng cáo, nhưng nhanh chóng mất dần hứng thú vì "Tôi không muốn quảng cáo cho Wonder Bread." Sau đó, cô chuyển hướng sang điện ảnh và sân khấu, với vai diễn sân khấu đầu tiên trong vở kịch Sophistry ở Off-Broadway với Ethan Hawke, trong đó vai diễn của cô chỉ có hai câu thoại. Cũng trong khoảng thời gian này, cô bắt đầu theo học tại Trường Thiếu nhi Chuyên nghiệp (PCS), một cơ sở giáo dục tư nhân dành cho các diễn viên nhí tham vọng ở Manhattan. Năm 9 tuổi, Johansson ra mắt với vai diễn điện ảnh đầu tiên trong bộ phim hài giả tưởng North (1994). Cô nói rằng khi ở phim trường, cô luôn biết mình sẽ phải làm gì bằng trực giác của chính mình. Johansson sau đó đảm nhiệm các vai diễn nhỏ trong Just Cause (1995) và If Lucy Fell (1996).

## Sự nghiệp diễn xuất

### 1996–2002: Các tác phẩm đầu tiên
Vai chính đầu tiên của Johansson là Amanda, em gái của một thiếu nữ đang mang thai đang chạy trốn khỏi trung tâm nuôi dưỡng trong Manny & Lo (1996); bạn diễn của Johansson trong tác phẩm này là em trai cô, Hunter, và nữ diễn viên Aleksa Palladino. Diễn xuất của Johansson nhận được những đánh giá tích cực từ giới chuyên môn. Cây viết của tờ San Francisco Chronicle ghi nhận, "[bộ phim] tiến triển [...] phần lớn là nhờ sức hấp dẫn của... Scarlett Johansson", trong khi nhà phê bình Mick LaSalle, cũng viết cho tờ báo đó, nhận xét về vầng 'hào quang yên bình' toát ra từ cô: "Nếu có thể vượt qua được tuổi dậy thì mà vẫn giữ nguyên vầng hào quang ấy, thì cô ấy có thể trở thành một nữ diễn viên có chỗ đứng nhất định." Johansson đã nhận được một đề cử giải Tinh thần độc lập cho Nữ diễn viên chính xuất sắc nhất cho vai diễn này.
Sau khi xuất hiện với những vai nhỏ trong Fall và Ở nhà một mình 3 vào năm 1997, Johansson đã thu hút sự chú ý của công chúng nhờ vai diễn trong tác phẩm The Horse Whisperer (1998) của đạo diễn Robert Redford. Bộ phim chính kịch được dựa trên cuốn tiểu thuyết cùng tên năm 1995 của nhà văn Nicholas Evans, kể câu chuyện về một huấn luyện viên có khả năng hiểu tiếng loài ngựa, được thuê để giúp đỡ một nữ thiếu niên gặp chấn thương – nhân vật do Johansson thủ vai. Johansson được đề cập trong phim dưới vai trò diễn viên mới được "giới thiệu", mặc dù đây đã là vai diễn thứ bảy của cô. Todd McCarthy của Variety nhận xét rằng Johansson đã "truyền tải một cách thuyết phục sự vụng về ở lứa tuổi này cùng với vết thương lòng của một cô gái vô tư bỗng nhiên bị rơi vào hoàn cảnh tồi tệ". Nhờ bộ phim, Johansson đã được đề cử một giải của Hiệp hội phê bình phim Chicago cho Nữ diễn viên triển vọng nhất. Cô tin rằng bộ phim đã thay đổi nhiều mặt trong cuộc sống của bản thân, giúp cô nhận ra việc diễn xuất có thể điều khiển được cảm xúc của một con người. Johansson cho biết cô gặp nhiều khó khăn trong quá trình tìm kiếm những vai diễn thiếu niên triển vọng, vì kịch bản là do người lớn viết và thường thì các vai diễn "trẻ em và thanh thiếu niên không được đặc tả với đủ chiều sâu".
Johansson sau đó xuất hiện trong My Brother the Pig (1999) và trong phim điện ảnh neo-noir của anh em nhà Coen The Man Who Wasn't There (2001). Bước đột phá của nữ diễn viên là khi cô đóng vai một kẻ bị ruồng bỏ trong tác phẩm hài đen Ghost World (2001) của đạo diễn Terry Zwigoff, chuyển thể từ tiểu thuyết bằng tranh cùng tên của họa sĩ Daniel Clowes. Johansson đã thử vai cho dự án qua một đoạn băng gửi từ New York, và Zwigoff tin rằng cô là "một người độc đáo, lập dị và phù hợp với vai diễn ấy". Bộ phim được công chiếu ra mắt tại Liên hoan phim Quốc tế Seattle năm 2001. Mặc dù là một thất bại tại phòng vé nhưng tác phẩm vẫn trở thành một bộ phim cult và sở hữu lượng người theo dõi trung thành nhất định. Johansson được một nhà phê bình của The Austin Chronicle khen ngợi vì "sự nhạy cảm và tài năng, dù cho tuổi đời của cô còn quá trẻ". Vai diễn cũng giúp cô giành được giải thưởng của Hiệp hội phê bình phim Toronto cho Nữ diễn viên phụ xuất sắc nhất. Tiếp đó, Johansson xuất hiện cùng với David Arquette trong bộ phim hài kinh dị Eight Legged Freaks (2002), kể về một bầy nhện vô tình tiếp xúc với chất thải độc hại và biến thành khổng lồ, bắt đầu đi khắp nơi để giết chóc và ăn thịt. Sau khi tốt nghiệp Trường Thiếu nhi Chuyên nghiệp năm đó, cô nộp đơn vào Trường Nghệ thuật Tisch của Đại học New York nhưng bị trường từ chối; vì lý do đó, Johansson quyết định tập trung vào sự nghiệp diễn xuất của mình.

### 2003–2004: Chuyển đổi sang các vai diễn trưởng thành
Johansson có bước chuyển mình từ các vai thiếu niên sang vai diễn trưởng thành trong hai tác phẩm điện ảnh ra mắt năm 2003 là bộ phim hài lãng mạn Lạc lối ở Tokyo và bộ phim chính kịch Girl with a Pearl Earring. Trong bộ phim đầu tiên với Sofia Coppola đảm nhiệm vai trò đạo diễn, Johansson vào vai Charlotte, một người vợ trẻ bơ vơ và cô đơn, cùng với bạn diễn là nam diễn viên Bill Murray. Coppola lần đầu tiên để mắt tới Johansson là từ Manny & Lo; nữ đạo diễn ví cô như Lauren Bacall thời trẻ. Coppola thực hiện bộ phim này dựa trên câu chuyện về mối quan hệ giữa Bacall và Humphrey Bogart trong The Big Sleep (1946). Johansson nhận thấy trải nghiệm làm việc với một nữ đạo diễn vô cùng khác biệt vì Coppola có thể đồng cảm với cô. Được thực hiện với nguồn ngân sách chỉ 4 triệu USD, tác phẩm đã thu về 119 triệu USD tại phòng vé và nhận được sự hoan nghênh nhiệt liệt từ giới chuyên môn. Nhà phê bình Roger Ebert rất hài lòng với bộ phim và miêu tả màn trình diễn của các diễn viên chính là "tuyệt vời", còn Entertainment Weekly thì khen ngợi "sự mềm dẻo và nhẹ nhàng" trong diễn xuất của Johansson. Tờ The New York Times cũng tán dương Johansson vì khả năng thể hiện một nhân vật lớn hơn tuổi dù khi đó cô mới chỉ 17 tuổi.
Còn trong Girl with a Pearl Earring của đạo diễn Peter Webber, vốn dựa trên tiểu thuyết cùng tên của nữ nhà văn Tracy Chevalier, Johansson vào vai Griet, một người hầu trẻ trong gia đình của họa sĩ người Hà Lan Johannes Vermeer vào thế kỷ 17. Webber đã phỏng vấn 150 diễn viên trước khi quyết định lựa chọn Johansson. Johansson nhận thấy nhân vật của cô rất ấn tượng, nhưng cô lại không hề đọc cuốn tiểu thuyết gốc vì nghĩ rằng tốt hơn hết là nên tiếp cận câu chuyện dưới một con mắt mới. Girl with a Pearl Earring đã nhận được những phản hồi tích cực. Trong bài đánh giá của mình cho tờ The New Yorker, Anthony Lane nhận định sự góp mặt của Johansson đã khiến cho tác phẩm như "được sống", và "đây là bộ phim của cô ấy chứ không phải của Vermeer, và sẽ luôn luôn là như vậy". Owen Gleiberman của Entertainment Weekly thì đánh giá cao "vai diễn gần như không thoại" của cô: "Sự kết hợp giữa nỗi sợ hãi, sự thiếu hiểu biết, tính tò mò và cả tình dục, thật vô cùng kịch tính." Cô đã nhận được đề cử giải BAFTA cho Nữ diễn viên chính xuất sắc nhất và giải Quả cầu vàng cho Nữ diễn viên chính xuất sắc nhất cho cả Lạc lối ở Tokyo lẫn Girl with a Pearl Earring vào năm 2003. Theo ý kiến của Variety, vai diễn của Johansson trong Lạc lối ở Tokyo và Girl with a Pearl Earring đã chứng minh việc cô là một trong những nữ diễn viên đa năng nhất của thế hệ.
Johansson có năm tác phẩm được phát hành trong năm 2004, ba trong số đó – phim trộm cướp thiếu niên The Perfect Score, cùng hai bộ phim chính kịch A Love Song for Bobby Long và A Good Woman – đều thất bại cả về mặt thương mại lẫn chuyên môn. Đóng chung với John Travolta, Johansson vào vai một thiếu nữ bất mãn và đa nghi trong A Love Song for Bobby Long, dựa trên cuốn tiểu thuyết Off Magazine Street của nhà văn Ronald Everett Capps. David Rooney của Variety bình luận rằng màn trình diễn của Johansson và Travolta đã giải cứu bộ phim. Vai diễn này đã giúp Johansson nhận được một đề cử giải Quả cầu vàng cho Nữ diễn viên phim chính kịch xuất sắc nhất. Trong tác phẩm điện ảnh thứ tư của năm 2004 – phim hoạt hình hài hước The SpongeBob SquarePants Movie – Johansson lồng tiếng cho nhân vật Công chúa Mindy, con gái của Vua Neptune. Cô đồng ý tham gia dự án này vì tình yêu với phim hoạt hình nói chung và The Ren & Stimpy Show nói riêng. Đây là phim điện ảnh thành công nhất về mặt thương mại của cô trong năm đó. Tiếp đến, cô tham gia dự án In Good Company, một bộ phim hài chính kịch mà trong đó nhân vật của cô đã hẹn hò với người sếp trẻ tuổi của cha mình. Nhìn chung, tác phẩm nhận được những đánh giá khá tích cực, với nhiều nhà phê bình khen ngợi bộ phim là "dí dỏm và quyến rũ". Nhà phê bình Roger Ebert rất ấn tượng với vai diễn của Johansson; ông khen ngợi cô vì đã biết cách "phát huy sức hấp dẫn của sự im lặng đầy mê hoặc". Johansson tiếp tục lồng tiếng cho vai Công chúa Mindy trong bản trò chơi điện tử chuyển thể của The SpongeBob SquarePants Movie.

### 2005–2009: Hợp tác với Woody Allen
Johansson vào vai Nola, một nữ diễn viên đầy tham vọng ngoại tình với một người đàn ông đã có gia đình trong bộ phim chính kịch Match Point của đạo diễn Woody Allen vào năm 2005. Sau khi lựa chọn Johansson vào vai diễn thay cho Kate Winslet, Allen đã thay đổi quốc tịch của nhân vật từ Anh sang Mỹ. Là một người hâm mộ các bộ phim của Allen, Johansson rất thích khi được làm việc với ông, nhưng đồng thời cũng cảm thấy lo lắng trong ngày đầu tiên lên phim trường. Tờ The New York Times rất ấn tượng với vai diễn của Johansson và Rhys Meyers trong tác phẩm; cây bút Mick LaSalle khi viết cho San Francisco Chronicle cũng khen ngợi màn trình diễn "đầy kinh ngạc" của Johansson. Bộ phim đạt thành công vang dội tại các phòng vé, đem về cho Johansson đề cử giải Quả cầu vàng cũng như giải thưởng của Hiệp hội phê bình phim Chicago cho Nữ diễn viên phụ xuất sắc nhất. Cũng trong năm đó, Johansson phải trải qua một cuộc phẫu thuật cắt amidan, rồi sau đó tham gia vai chính cùng nam diễn viên Ewan McGregor trong tác phẩm khoa học viễn tưởng The Island của đạo diễn Michael Bay. Cô đảm nhiệm hai vai diễn: Sarah Jordan cùng phiên bản nhân bản của nhân vật, Jordan Two Delta. Lịch trình ghi hình của dự án vô cùng mệt mỏi khi Johansson phải quay 14 giờ một ngày, cô thậm chí còn tự đánh vào đầu mình rồi bị thương. Phim nhận được nhiều ý kiến trái chiều và thu về 163 triệu USD so với ngân sách 126 triệu USD.
Có hai tác phẩm của Johansson trong năm 2006 đều mang nội dung khám phá thế giới của các nhà ảo thuật sân khấu và cũng đều có sự tham gia diễn xuất của Hugh Jackman. Allen tuyển cô vào diễn cùng với ông và Jackman trong bộ phim Scoop (2006), trong đó cô thủ vai một sinh viên báo chí. Bộ phim có doanh thu phòng vé khiêm tốn, còn các ý kiến chuyên môn thì khá trái chiều nhau. Ebert dù chỉ trích bộ phim nhưng vẫn dành lời khen ngợi tới Johansson là "đáng yêu như mọi khi", còn Mick LaSalle thì ghi nhận luồng gió mới mẻ mà cô đã đem lại cho vai diễn của mình. Johansson cũng xuất hiện trong phim điện ảnh The Black Dahlia của Brian De Palma, một tác phẩm phim noir được ghi hình tại Los Angeles và Bulgaria. Johansson cho biết cô là một fan hâm mộ của De Palma và rất muốn làm việc với ông trong bộ phim. Cũng trong năm 2006, Johansson tham gia diễn xuất trong phim ngắn When the Deal Goes Down và thể hiện bài hát "When the Deal Goes Down..." của Bob Dylan từ album Modern Times trong phim. Johansson tham gia vai phụ là một trợ lý kiêm người tình của nhân vật pháp sư quý tộc do Jackman thể hiện trong bộ phim giật gân bí ẩn The Prestige (2006) của đạo diễn Christopher Nolan. Nolan cho rằng Johansson sở hữu "sự mơ hồ" và tính "kiên cường", còn Johansson cũng bị phong cách chỉ đạo đạo diễn của Nolan lôi cuốn; cô cũng bày tỏ mình thích làm việc với nam đạo diễn. Bộ phim là một thành công cả về mặt chuyên môn lẫn phòng vé, được thời báo Los Angeles Times giới thiệu là "tác phẩm đầy khiêu khích dành cho lứa tuổi trưởng thành". Một số nhà phê bình tỏ ra nghi ngại về vai diễn của nữ diễn viên; Billson cho rằng cách đài từ của cô chưa ổn, còn Dan Jolin của Empire thì chỉ trích phát âm tiếng Anh chưa chuẩn xác.
Bộ phim phát hành duy nhất của Johansson trong năm 2007 là The Nanny Diaries – một tác phẩm hài kịch được giới phê bình đánh giá cao – với sự tham gia diễn xuất của Chris Evans và Laura Linney, trong đó cô đảm nhiệm vai một sinh viên mới tốt nghiệp đại học đi làm bảo mẫu. Các nhận xét về vai diễn này đều trái ngược nhau. Tờ Variety khen ngợi cô vì "đã thể hiện một vai nữ hùng đầy duyên dáng", trong khi tờ The New Yorker lại cho rằng vai diễn này "đầy gượng gạo". Năm 2008, Johansson thủ vai chính cùng với Natalie Portman và Eric Bana trong The Other Boleyn Girl, một phim điện ảnh cũng nhận về nhiều ý kiến đánh giá trái chiều. Nhằm quảng bá cho tác phẩm, Johansson và Portman đã xuất hiện cùng nhau trên trang bìa của tạp chí W, đồng thời nói chuyện với phóng viên của tạp chí về cách công chúng đón nhận vai diễn của cả hai. Viết cho tờ Rolling Stone, Pete Travers chỉ trích bộ phim vì chỉ chứa toàn "những trò bỡn cợt khó chịu", nhưng đồng thời cũng cho rằng cặp nữ diễn viên này là khía cạnh tích cực duy nhất của tác phẩm.
Trong lần hợp tác thứ ba với Woody Allen ở bộ phim hài lãng mạn Vicky Cristina Barcelona (2008), Johansson đóng vai người tình của nhân vật do Javier Bardem thủ vai. Tác phẩm được ghi hình tại Tây Ban Nha, với sự tham gia diễn xuất của nữ diễn viên Penélope Cruz, trở thành một trong những phim điện ảnh thu về nhiều lợi nhuận nhất của Allen cũng như nhận về nhiều đánh giá tích cực từ giới chuyên môn. Một nhà phê bình của Variety miêu tả Johansson là "cởi mở và mềm dẻo" hơn so với các diễn viên khác. Cô cũng thủ vai nữ chính Silken Floss trong The Spirit, một tác phẩm dựa trên loạt truyện tranh cùng tên của tác giả Will Eisner. Bộ phim nhận về đánh giá tiêu cực từ giới phê bình khi cho rằng đây là một tác phẩm khoa trương, thiếu tính bản nguyên và phân biệt giới tính. Vai diễn duy nhất của Johansson trong năm 2009 là Anna Marks, một huấn luyện viên yoga, trong bộ phim hài kịch He's Just Not That into You (2009). Bộ phim cũng không được giới chuyên môn đánh giá cao, nhưng lại là một thành công lớn tại phòng vé.

### 2010–2013: Vũ trụ điện ảnh Marvel và các tác phẩm sân khấu

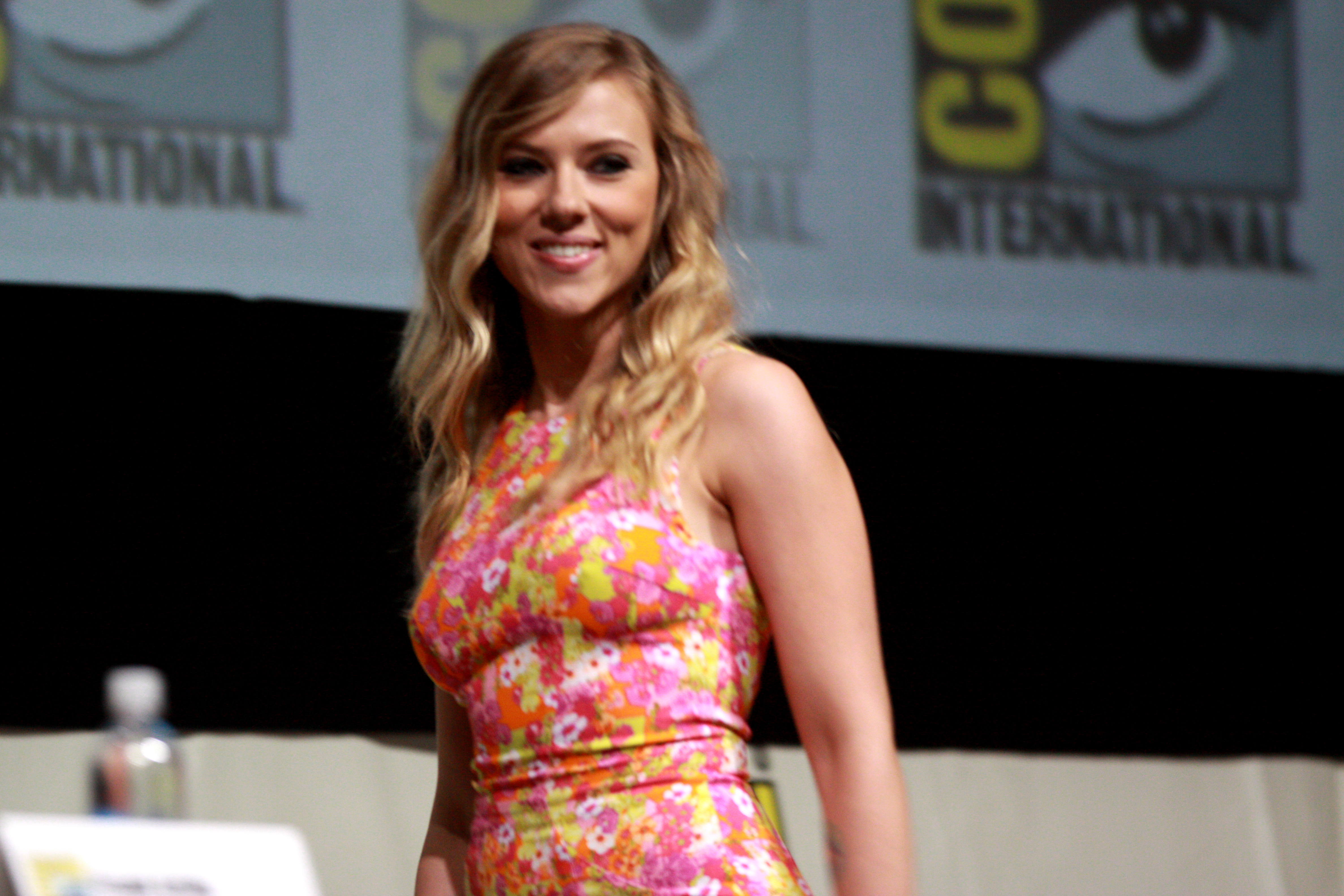
Johansson tại sự kiện San Diego Comic-Con 2013.

Johansson đã khao khát được xuất hiện trên sân khấu Broadway từ khi còn nhỏ. Cô xuất hiện lần đầu trong phiên bản năm 2010 của vở diễn A View from the Bridge do Arthur Miller biên soạn. Lấy bối cảnh những năm 1950 tại một khu phố người Mỹ gốc Ý ở New York, vở kịch kể câu chuyện bi thảm của Eddie, người đã có tình cảm với cô cháu gái mồ côi của vợ mình là Catherine – do Johansson thể hiện. Dù e ngại thủ vai một nhân vật thiếu nữ, Johansson cuối cùng đã đồng ý tham gia vở kịch sau khi được một người bạn thuyết phục. Ben Brantley của tờ The New York Times dành lời khen ngợi cho phần trình diễn của Johansson khi cô đã "nhập tâm hoàn toàn vào nhân vật của mình đến nỗi hình tượng nổi tiếng vốn có của cô [ngoài đời] dường như đã biến mất hoàn toàn. Tạp chí Variety cũng rất ấn tượng với vở kịch nói chung và nhân vật của Johansson nói riêng khi ví cô là người biểu diễn mấu chốt của vở kịch. Johansson đã giành được giải Tony cho Màn trình diễn xuất sắc nhất của nữ diễn viên điện ảnh trong một vở kịch. Một số nhà phê bình và các diễn viên Broadway đã chỉ trích quyết định của hội đồng khi xét trao giải cho các diễn viên thị trường của Hollywood, trong đó có cả Johansson. Đáp lại điều này, Johansson cho biết cô hiểu sự thất vọng của họ, nhưng cô cũng đã làm việc rất chăm chỉ mới có thể đạt được thành tích ấy.
Năm 2010. Johansson thủ vai Black Widow trong Người Sắt 2, một bộ phim của Vũ trụ Điện ảnh Marvel (MCU) do Jon Favreau đạo diễn. Trước khi tham gia tuyển vai, nữ diễn viên đã nhuộm tóc đỏ để thuyết phục Favreau rằng cô hoàn toàn phù hợp với nhân vật này, đồng thời tham gia các khóa đào tạo thể lực và đóng thế để chuẩn bị cho vai diễn. Johansson cho biết mình rất ấn tượng với nhân vật Black Widow, và cô cũng rất ngưỡng mộ suy nghĩ đậm tình người của nữ anh hùng. Phim thu về 623,9 triệu USD so với kinh phí 200 triệu USD cùng với những đánh giá tích cực từ giới phê bình, mặc dù một số cây viết đã lên tiếng chỉ trích cách phát triển nhân vật của cô trong phim. Tim Robey của The Daily Telegraph và Matt Goldberg thì cho rằng Johansson chẳng phải làm gì nhiều ngoài việc chăm chút cho ngoại hình trông thật hấp dẫn. Năm 2011, Johansson vào vai Kelly, một người trông coi sở thú trong bộ phim gia đình We Bought a Zoo, với bạn diễn là Matt Damon. Bộ phim nhận về nhiều đánh giá tích cực, trong đó Anne Billson khen ngợi Johansson vì đã đem lại chiều sâu cho một nhân vật khá kém thú vị. Johansson đã nhận được một đề cử giải Teen Choice cho Lựa chọn nữ diễn viên điện ảnh: Chính kịch cho vai diễn này. Johansson có tham gia học tiếng Nga từ một cựu giáo viên thông qua hình thức trực tuyến để chuẩn bị cho vai diễn Black Widow trong Biệt đội siêu anh hùng (2012), một tác phẩm khác từ MCU. Bộ phim cũng nhận về nhiều đánh giá tích cực và phá vỡ nhiều kỷ lục phòng vé, trở thành phim điện ảnh có doanh thu cao thứ ba cả ở Hoa Kỳ lẫn toàn cầu. Đối với vai diễn của mình, Johansson đã được đề cử cho hai giải Teen Choice và ba giải People's Choice. Cuối năm đó, Johansson vào vai nữ diễn viên Janet Leigh trong bộ phim Hitchcock của đạo diễn Sacha Gervasi – một tác phẩm chính kịch kể lại quá trình hậu trường thực hiện bộ phim Psycho năm 1960 của Alfred Hitchcock. Nhà phê bình Roger Ebert bình luận rằng dù Johansson trông không hề giống Leigh, nhưng cô đã đặc tả được sự thông minh, lanh lợi và khiếu hài hước của cố diễn viên.
Tháng 1 năm 2013, Johansson thủ vai chính trong phiên bản làm lại của vở kịch Cat on a Hot Tin Roof trên sân khấu Broadway, dưới sự chỉ đạo đạo diễn của Rob Ashford. Lấy bối cảnh ở vùng đồng bằng sông Mississippi, vở kịch kể lại các mối quan hệ trong gia đình của Big Daddy, chủ yếu giữa người con trai Brick và cô gái Maggie – do Johansson thủ vai. Màn trình diễn của cô nhận được nhiều ý kiến trái chiều. Thom Geier của Entertainment Weekly khen ngợi "Scarlett Johansson đã đưa tinh thần chiến đấu khốc liệt" của cô vào vai diễn, nhưng Joe Dziemianowicz từ The Daily News lại gọi vai diễn của cô là "một màu theo cách đáng báo động". Cũng trong tháng đó, Liên hoan phim Sundance 2013 trở thành nơi diễn ra buổi ra mắt bộ phim đầu tay của đạo diễn Joseph Gordon-Levitt – một tác phẩm mang tên Don Jon. Trong bộ phim hài lãng mạn này, Johansson vào vai Barbara, một cô gái lỡ bước vào mối quan hệ tình cảm với Jon Martello – gã đàn ông mắc chứng nghiện nội dung khiêu dâm. Gordon-Levitt đã nhắm vai Barbara riêng cho Johansson ngay từ khâu kịch bản; và bản thân Johansson trước đó vốn cũng rất ngưỡng mộ các vai diễn của Gordon-Levitt. Bộ phim nhận được nhiều lời tán dương, diễn xuất của Johansson cũng được giới phê bình đánh giá cao. Claudia Puig của USA Today xem đây là một trong những màn trình diễn xuất sắc nhất của nữ diễn viên.
Cũng trong năm 2013, Johansson thực hiện lồng tiếng cho hệ điều hành máy tính thông minh mang tên Samantha trong bộ phim Her của đạo diễn Spike Jonze. Cô đảm nhiệm vai diễn này thay thế cho Samantha Morton, vốn là nữ diễn viên đầu tiên được nhắm cho vai trò này. Bộ phim công chiếu ra mắt tại Liên hoan phim quốc tế Rome lần thứ 8, nơi Johansson giành giải Nữ diễn viên chính xuất sắc nhất; cô ngoài ra cũng nhận được một đề cử giải Critics' Choice cho Nữ diễn viên phụ xuất sắc nhất cho vai diễn. Peter Travers khen ngợi giọng nói của Johansson trong phim, một giọng nói "ngọt ngào, gợi cảm, quan tâm, lôi kéo, đáng sợ [và vô cùng] xứng đáng với giải thưởng", còn Richard Corliss của tạp chí Time thì gọi phần trình diễn của cô là "quyến rũ và thắng thế". Her được đánh giá là một trong những phim điện ảnh xuất sắc nhất năm 2013. Cô cũng đã giành được giải Sao Thổ cho Nữ diễn viên phụ xuất sắc nhất tại Giải Sao Thổ lần thứ 40 vào năm 2014 cho màn trình diễn này. Sau Her, Johansson xuất hiện trong vai một người ngoài hành tinh chuyên săn đuổi những gã đàn ông ở Scotland trong bộ phim khoa học viễn tưởng Under the Skin (2013) của đạo diễn Jonathan Glazer. Dự án chuyển thể từ tiểu thuyết cùng tên của nhà văn Michel Faber – một cuốn sách đã mất tới chín năm để hoàn thành. Với vai diễn này, cô đã phải học lái xe van và nói giọng Anh-Anh. Tác phẩm nhận được nhiều đánh giá tích cực, với lời khen ngợi đặc biệt dành cho diễn xuất của Johansson. Nhà phê bình Erin Whitney trong bài bình luận cho The Huffington Post đã gọi đây là màn trình diễn tuyệt vời nhất của Johansson cho tới thời điểm đó, đồng thời cũng lưu ý rằng đây là vai diễn khỏa thân hoàn toàn đầu tiên của nữ diễn viên. Cây viết Maureen Foster đã viết, "Việc Johansson khai thác được những chiều sâu, bề rộng và phạm vi từ phần cảm xúc vốn rất hạn chế của nhân vật này chính là minh chứng rõ ràng cho năng lực diễn xuất của cô ấy, và khi bộ phim chuyển biến, điều ấy lại mỗi lúc một trở nên kinh ngạc hơn." Vai diễn đã mang lại cho Johansson một đề cử giải BIFA cho Nữ diễn viên xuất sắc nhất trong phim độc lập của Anh.

### 2014–nay: Phim bom tấn cùng sự hoan nghênh từ giới chuyên môn

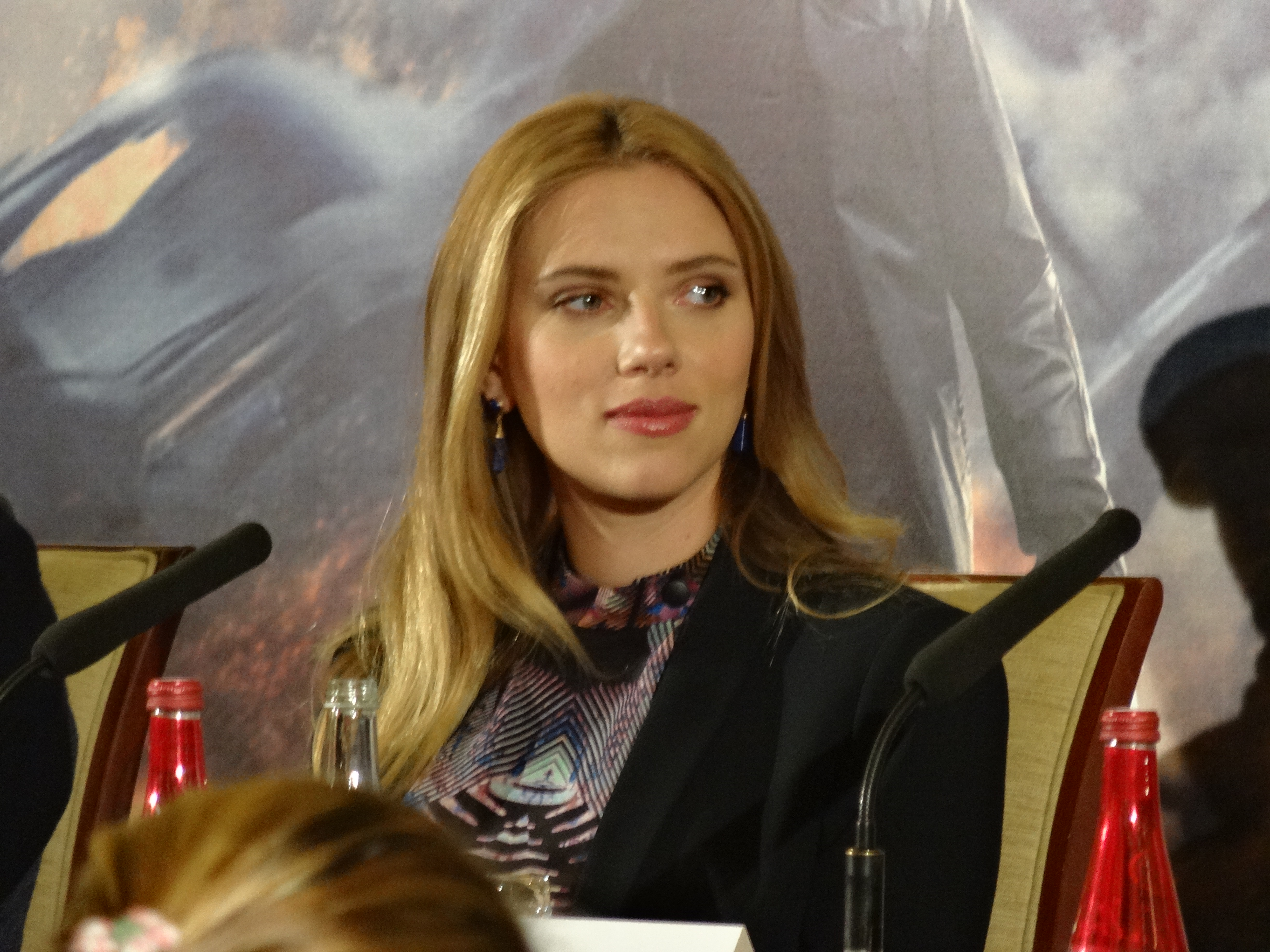
Johansson trong buổi họp báo giới thiệu tác phẩm Captain America 2: Chiến binh mùa đông vào năm 2014.

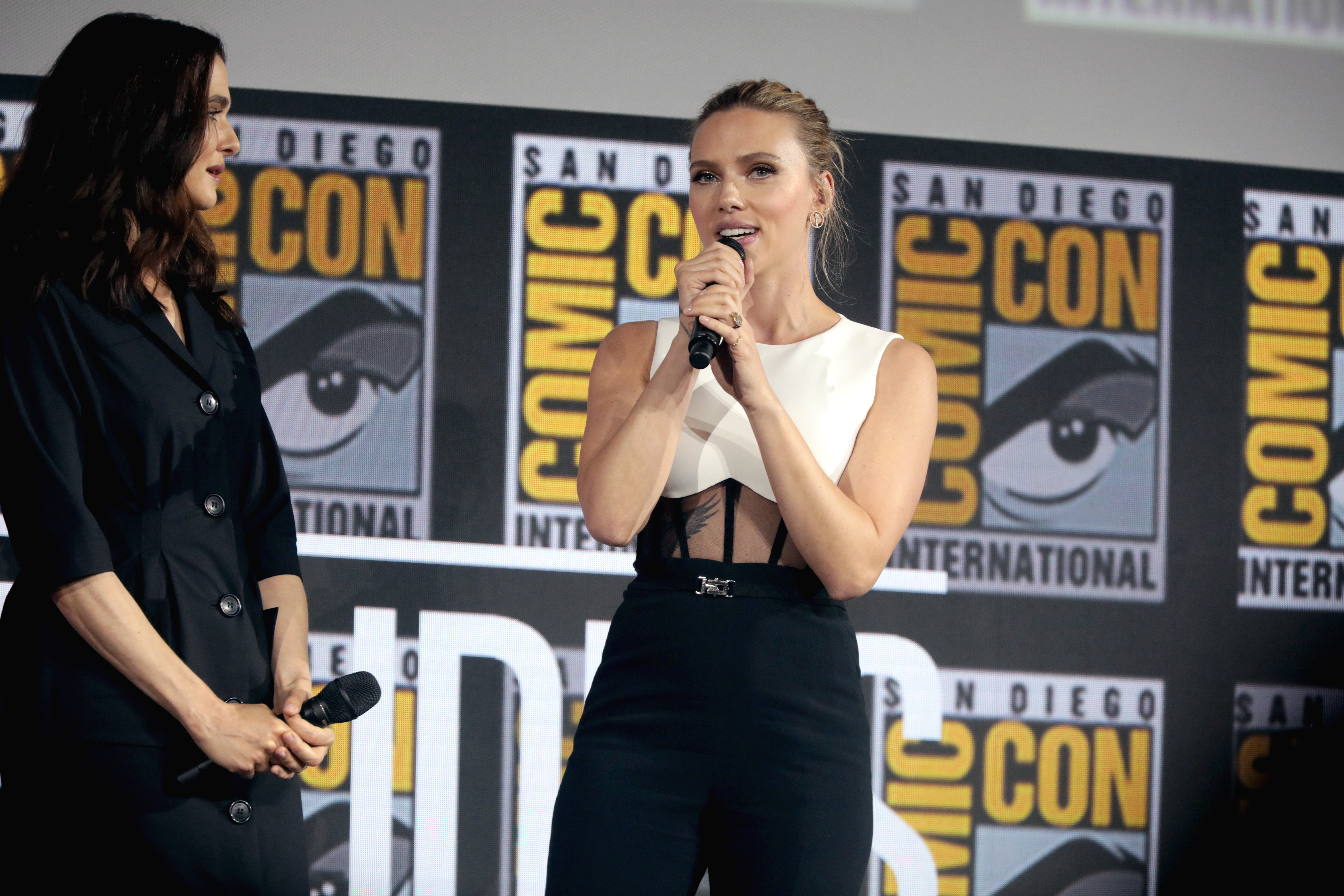
Johansson tại sự kiện San Diego Comic-Con 2019 quảng bá cho Góa phụ đen.

Với công việc của mình trong MCU, Johansson tiếp tục thể hiện vai diễn Black Widow trong Captain America 2: Chiến binh mùa đông (2014). Trong tác phẩm, cô đồng minh với Captain America (Chris Evans) và Falcon (Anthony Mackie) để khám phá âm mưu ẩn bên dưới SHIELD, đồng thời phải đối mặt với một sát thủ bí ẩn với cái tên Winter Soldier. Johansson và Evans đã tự viết lời thoại riêng cho một số cảnh cả hai người phải diễn cùng nhau. Cô cũng vô cùng ấn tượng với cách làm việc của Black Widow khi nhân vật luôn sử dụng trí thông minh nữ tính thay vì sự hấp dẫn về mặt thể xác. Bộ phim thành công cả về mặt chuyên môn lẫn thương mại, thu về hơn 714 triệu USD toàn cầu. Nhà phê bình Odie Henderson đã khen ngợi Johansson là "người xuất sắc nhất ở đây"; vai diễn cũng đã mang về cho cô một đề cử giải Sao Thổ cho Nữ diễn viên phụ xuất sắc nhất. Johansson sau đó đã đóng một vai phụ trong phim điện ảnh Siêu đầu bếp (2014), cùng với Robert Downey, Jr., Sofía Vergara và đạo diễn Jon Favreau. Tác phẩm thu về hơn 45 triệu USD tại phòng vé và được giới chuyên môn đón nhận nồng nhiệt. Cây viết Richard Roeper của tờ Chicago Sun-Times đánh giá đây là một tác phẩm "hài hước, kỳ quặc và sâu sắc, với rất nhiều nhân vật phụ thú vị".

Trong bộ phim hành động khoa học viễn tưởng Lucy (2014) của đạo diễn Luc Besson, Johansson đóng vai chính – một cô gái có khả năng thần kinh vượt trội sau khi bị tiêm vào máu một loại thuốc tăng cường nhận thức. Besson đã thảo luận về vai diễn này với một số nữ diễn viên, và lựa chọn Johansson, một phần vì cô là người có tính kỷ luật cao, và một phần cũng là nhờ sự nhiệt tình của cô sau khi đọc xong kịch bản. Các nhà phê bình dành lời khen ngợi cho chủ đề, hình ảnh của bộ phim cũng như phần diễn xuất của Johansson, dù một số người lại cho rằng phần cốt truyện khá vô lý. Jim Vejvoda của IGN cho rằng thành công của bộ phim đến từ diễn xuất của Johansson và phong cách làm phim của Besson. Phim thu về 458 triệu USD so với ngân sách 40 triệu USD, trở thành phim điện ảnh có doanh thu cao thứ 18 trong năm 2014. Năm 2015 và 2016, Johansson một lần nữa đóng vai Black Widow trong các bộ phim của MCU, bao gồm Avengers: Đế chế Ultron và Captain America: Nội chiến siêu anh hùng. Trong quá trình ghi hình của Avengers: Đế chế Ultron, đoàn làm phim đã thực hiện nhiều cảnh quay cận, các trang phục che khuyết điểm, diễn viên đóng thế cũng như hiệu ứng hình ảnh để che giấu việc cô đang mang thai. Cả hai bộ phim đều kiếm được hơn 1,1 tỷ USD, đứng trong top những bộ phim có doanh thu cao nhất mọi thời đại. Với Captain America: Nội chiến siêu anh hùng, Johansson đã nhận được đề cử giải Critics' Choice thứ hai cho Nữ diễn viên chính xuất sắc nhất trong phim hành động, cũng như đề cử giải Sao Thổ thứ tư cho Nữ diễn viên phụ xuất sắc nhất. Trong năm 2016, Johansson cũng xuất hiện trong bộ phim hài Hail, Caesar! của anh em đạo diễn nhà Coen, với bối cảnh phim đặt tại một rạp chiếu phim Hollywood cổ điển. Cô vào vai một nữ diễn viên bỗng dưng mang thai trong khi bộ phim cô đóng đang trong quá trình sản xuất. Cô cũng tham gia lồng tiếng cho nhân vật Kaa trong bộ phim chuyển thể người đóng Cậu bé rừng xanh của hãng Disney, với Jon Favreau đảm nhiệm vai trò đạo diễn; và vai Ash trong phim hoạt hình ca nhạc Đấu trường âm nhạc. Cũng trong năm 2016, Johansson tham gia tường thuật cho cuốn sách nói Alice ở xứ sở thần tiên của nhà văn thiếu nhi Lewis Carroll.

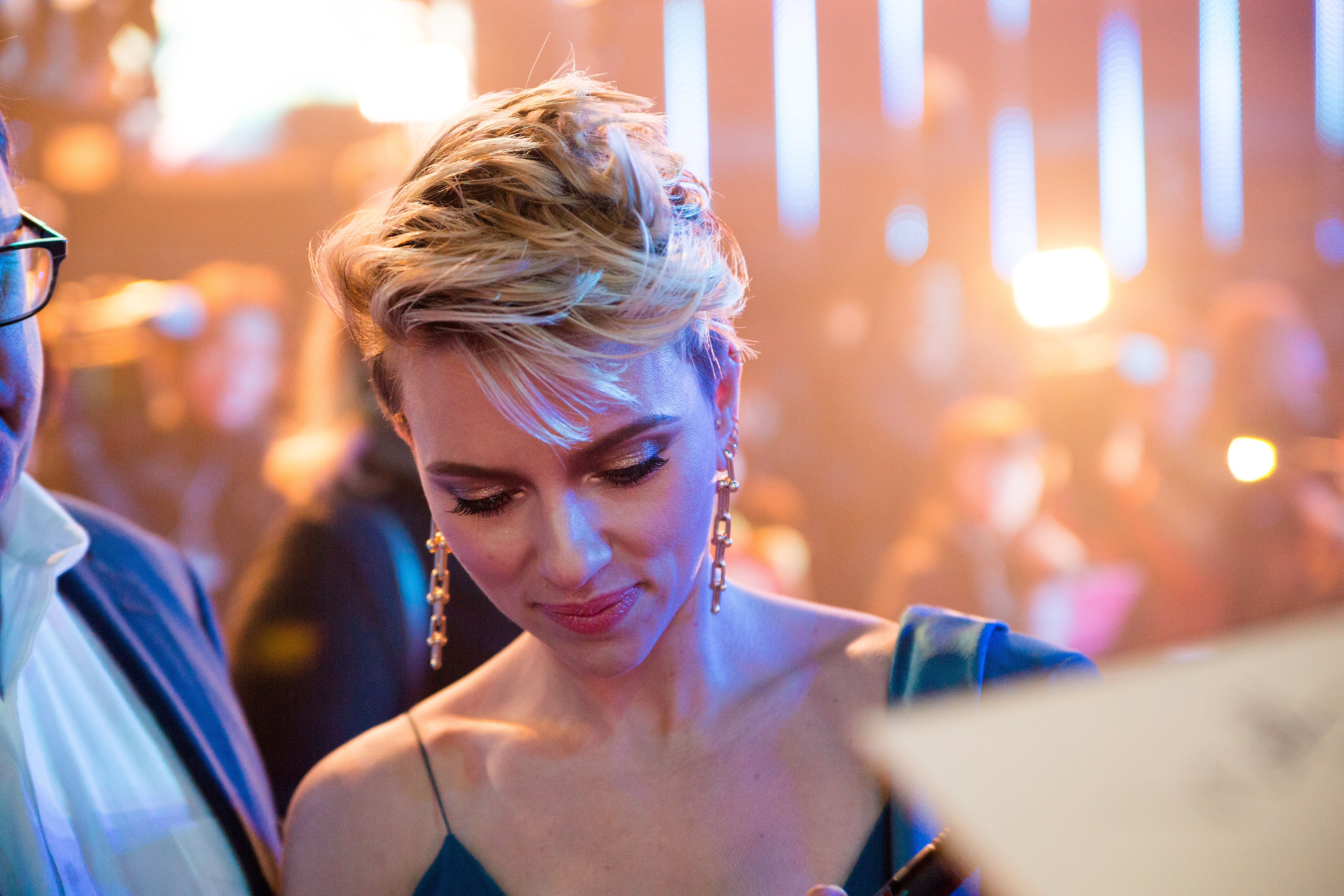
Johansson tại thảm đỏ sự kiện ra mắt Vỏ bọc ma vào năm 2017

Johansson đã đóng vai Thiếu tá Kusanagi Motoko trong Vỏ bọc ma, bộ phim chuyển thể năm 2017 của thương hiệu Ghost in the Shell, do Rupert Sanders đạo diễn. Bộ phim được khen ngợi về phong cách hình ảnh, diễn xuất và kỹ xảo điện ảnh, nhưng lại là chủ đề gây tranh cãi vì vấn đề tẩy trắng dàn diễn viên, đặc biệt là nhân vật của Johansson – cô người máy có nhiệm vụ lưu giữ ký ức của một phụ nữ Nhật Bản. Đáp lại phản ứng dữ dội, nữ diễn viên khẳng định cô sẽ không bao giờ đóng vai một nhân vật không phải người da trắng; cô chỉ đơn thuần là muốn chớp lấy cơ hội hiếm hoi được đóng vai chính trong một thương hiệu có nhân vật chính là phụ nữ. Vỏ bọc ma thu về 169,8 triệu USD toàn cầu với ngân sách sản xuất 110 triệu USD. Vào tháng 3 năm 2017, Johansson đảm nhiệm vai trò dẫn chương trình Saturday Night Live lần thứ năm, khiến cô trở thành người thứ 17 và là người phụ nữ thứ tư được vào danh sách Five-Timers Club danh tiếng – tức câu lạc bộ những người đã dẫn chương trình này ít nhất năm lần. Tác phẩm năm 2017 tiếp theo của Johansson là bộ phim hài Tiệc độc thân nhớ đời, nơi cô vào vai Jess Thayer, một trong năm người bạn – cùng với Kate McKinnon, Jillian Bell, Ilana Glazer và Zoë Kravitz — tham gia bữa tiệc độc thân và vô tình khiến một nam vũ công thoát y qua đời. Bộ phim nhận được những ý kiến trái chiều từ giới chuyên môn, cùng với mức doanh thu phòng vé trung bình. Năm 2018, Johansson lồng tiếng cho chú chó Nutmeg trong bộ phim hoạt hình Đảo của những chú chó của đạo diễn Wes Anderson, ra mứt vào tháng 3, đồng thời tiếp tục vào vai Black Widow trong tác phẩm Avengers: Cuộc chiến vô cực, công chiếu vào tháng kế tiếp. Johansson tiếp tục tham gia dự án Rub & Tug, một bộ phim tiểu sử trong đó cô vào vai Dante "Tex" Gill, một người đàn ông chuyển giới điều hành tiệm massage và bán dâm trong những năm 1970 và 1980. Tuy nhiên cô đã rời dự án sau những phản ứng tiêu cực về việc tuyển một nữ diễn viên hợp giới vào vai một người đàn ông chuyển giới.
Năm 2019, Johansson một lần nữa thể hiện lại vai diễn Black Widow trong Avengers: Hồi kết; đây là phim điện ảnh có doanh thu cao nhất mọi thời đại. Tiếp theo, cô tham gia bộ phim gốc Netflix Câu chuyện hôn nhân của đạo diễn Noah Baumbach, trong đó cô và nam diễn viên Adam Driver vào vai một cặp vợ chồng đã nộp đơn ly hôn. Johansson cảm thấy có mối liên hệ sâu sắc giữa nhân vật trong phim và bản thân cô, vì thời điểm thực hiện bộ phim cũng là lúc cô đang trong quá trình làm thủ tục ly hôn. Nữ diễn viên cũng vào vai một người mẹ trong tác phẩm châm biếm Jojo Rabbit của Taika Waititi. Đạo diễn Waititi đã mô phỏng nhân vật này dựa trên chính mẹ ruột của mình, và chọn Johansson để cho cô có cơ hội đóng một vai diễn hài. Bộ phim đã nhận về nhiều đánh giá trái chiều, dù Stephanie Zacharek đã gọi cô là "linh hồn quyến rũ của bộ phim." Johansson đã nhận được hai đề cử giải Oscar, lần lượt là Nữ diễn viên chính xuất sắc nhất và Nữ diễn viên phụ xuất sắc nhất cho hai vai diễn trong Câu chuyện hôn nhân và Jojo Rabbit, trở thành diễn viên thứ 11 được đề cử hai giải Oscar trong cùng một năm. Cô cũng nhận được hai đề cử giải BAFTA cho cả hai bộ phim và một đề cử giải Quả cầu vàng cho Câu chuyện hôn nhân.
Johansson tiếp tục thể hiện vai diễn Black Widow trong bộ phim tiền truyện Góa phụ đen (2021) do Cate Shortland đạo diễn. Cô đồng thời cũng đảm nhiệm vai trò giám đốc sản xuất của dự án này. Ngày 29 tháng 7 năm 2021, Johansson đệ đơn kiện Disney vì cho rằng việc công ty phát hành tác phẩm đồng thời trên nền tảng Disney+ và tại các rạp chiếu là hành vi vi phạm hợp đồng. Hợp đồng của Johansson bao gồm điều khoản xác định một phần tiền lương của cô sẽ được trích từ thành tích phòng vé của bộ phim, và cô cáo buộc rằng việc hãng phim phát hành trên Disney+ đã ảnh hưởng đến mức thu nhập mà cô có thể kiếm được từ tác phẩm. Đáp lại điều này, Disney cho rằng đơn kiện của cô thể hiện "sự coi thường nhẫn tâm đối với những ảnh hưởng khủng khiếp và kéo dài của đại dịch COVID-19 trên phạm vi toàn cầu." Hãng phim cũng tuyên bố rằng Johansson đã nhận được 20 triệu USD từ dự án và "việc phát hành Góa phụ đen trên Disney+ với Premier Access đã nâng cao đáng kể khả năng kiếm thêm thu nhập của cô trên con số 20 triệu USD mà cô đã nhận được."

## Sự nghiệp âm nhạc
Năm 2006, Johansson đã thu âm ca khúc "Summertime" cho Unexpected Dreams – Songs From the Stars, một tuyển tập bài hát phi lợi nhuận được trình bày bởi các diễn viên Hollywood. Cô đã biểu diễn cùng ban nhạc rock The Jesus and Mary Chain cho chương trình Coachella ở Indio, California vào tháng 4 năm 2007. Cùng năm đó, Johansson xuất hiện với vai trò nữ chính trong video âm nhạc "What Goes Around... Comes Around" của nam ca sĩ Justin Timberlake. Tháng 5 năm 2008, Johansson phát hành album phòng thu đầu tay mang tên Anywhere I Lay My Head, bao gồm một bài hát gốc và mười bản hát lại các bài hát của Tom Waits, với sự góp giọng của David Bowie và các thành viên từ hai ban nhạc Yeah Yeah Yeahs và Celebration. Album thu về nhiều phản ứng trái chiều, trong đó một cây viết từ tạp chí Spin cho biết anh không có mấy ấn tượng với giọng hát của Johansson. Một số nhà phê bình khác lại nhận thấy album này "quyến rũ đến bất ngờ", là "một sự lựa chọn kỳ quặc đầy dũng cảm", và là "một album rực rỡ" với "phép thuật ma quái". NME gọi Anywhere I Lay My Head là "Album xuất sắc thứ 23 của năm 2008"; album cũng đạt vị trí 126 trên bảng xếp hạng Billboard 200. Johansson cho biết cô bắt đầu nghe nhạc của Waits từ năm 11 hoặc 12 tuổi: "Giai điệu của ông rất đẹp, giọng hát của ông cũng rất khác biệt và tôi đã thực hiện các bài hát của Tom Waits theo cách của riêng mình."
Vào tháng 9 năm 2009, Johansson và ca sĩ kiêm sáng tác nhạc Pete Yorn phát hành một album hợp tác với tựa đề Break Up, lấy cảm hứng từ màn song ca của Serge Gainsbourg và Brigitte Bardot. Album đạt vị trí thứ 41 tại Mỹ. Năm 2010, ban nhạc Steel Train phát hành album Terrible Thrills Vol. 1, bao gồm các bài hát trong album đầu tay Steel Train dưới sự thể hiện của những nghệ sĩ nữ mà họ yêu thích. Johansson là nghệ sĩ thể hiện bài hát đầu tiên trong album – "Bullet". Cũng trong năm đó, Johansson tham gia thể hiện ca khúc "One Whole Hour" cho phần nhạc phim của bộ phim tài liệu Wretches & Jabberers (2010); cô cũng thu âm bài hát "Before My Time" – một sáng tác của J. Ralph – cho phần danh đề của bộ phim tài liệu Chasing Ice (2012). Vào tháng 2 năm 2015, Johansson thành lập ban nhạc The Singles với giọng ca Este Haim của nhóm nhạc HAIM, cùng với Holly Miranda, Kendra Morris và Julia Haltigan. Đĩa đơn đầu tiên của nhóm có tên "Candy". Johansson đã bị ca sĩ chính của ban nhạc rock Los Angeles The Singles yêu cầu ngừng sử dụng tên của họ. Năm 2016, Johansson đã thu âm bài hát "Trust in Me" cho phần nhạc phim của Cậu bé rừng xanh, cũng như hai ca khúc "Set It All Free" và "I Don't Wanna" cho Đấu trường âm nhạc. Năm 2018, Johansson tiếp tục hợp tác với Pete Yorn trong một EP có tựa đề Apart, phát hành vào ngày 1 tháng 6.

## Hình ảnh công chúng
Johansson được giới truyền thông và người hâm mộ gọi là "ScarJo", nhưng bản thân cô lại không thích biệt danh này vì cho rằng nó tạo cảm giác lười biếng, xuề xòa và xúc phạm. Nữ diễn viên cũng không sử dụng bất kỳ tài khoản mạng xã hội nào vì không thấy cần thiết phải "liên tục chia sẻ chi tiết về cuộc sống hàng ngày" của bản thân.
Johansson đã xuất hiện trong các chiến dịch quảng cáo cho Calvin Klein, Dolce & Gabbana, L'Oréal, và Louis Vuitton, đồng thời là gương mặt đại diện cho thương hiệu Mango của Tây Ban Nha từ năm 2009. Cô là người nổi tiếng Hollywood đầu tiên đại diện cho một nhà sản xuất rượu sâm panh khi xuất hiện trong quảng cáo của Moët & Chandon. Vào tháng 1 năm 2014, công ty SodaStream của Israel, chuyên sản xuất các sản phẩm carbon hóa gia đình, đã mời Johansson làm đại sứ thương hiệu toàn cầu đầu tiên của thương hiệu; hợp đồng này bắt đầu với một quảng cáo truyền hình trong chưong trình Super Bowl XLVIII vào ngày 2 tháng 2 năm 2014. Điều này đã gây ra một số tranh cãi, vì SodaStream vào thời điểm đó đã vận hành một nhà máy trên lãnh thổ do Israel chiếm đóng ở Bờ Tây.
Johansson được giới truyền thông ví như một biểu tượng tình dục, trong đó tờ The Sydney Morning Herald miêu tả Johansson là "hiện thân trong trí tưởng tượng của nam giới". Trong quá trình quay Match Point, đạo diễn Woody Allen đã nhận xét về sự quyến rũ của cô, gọi cô là người "xinh đẹp" và "quá đỗi gợi cảm". Năm 2014, nhà phê bình phim Anthony Lane của The New Yorker viết rằng: "Rõ ràng cô ấy nhận thức rõ được về sự kiêu sa của mình [...], điều đó góp phần tạo nên đường nét cho danh tiếng của cô ấy."  Johansson nói rằng cô không thích bị tình dục hóa, và mối quan tâm về sự hấp dẫn của một người sẽ không kéo dài lâu. Cô đã đánh mất vai chính Lisbeth Salander trong The Girl with the Dragon Tattoo (2011) vì đạo diễn David Fincher cho rằng cô "quá gợi cảm" cho vai diễn này. Johansson cũng đạt được thứ hạng cao trong nhiều danh sách về người đẹp. Maxim đã đưa cô vào danh sách Hot 100 của tạp chí từ năm 2006 đến năm 2014. Cô cũng được Esquire vinh danh là "Người phụ nữ gợi cảm nhất" hai lần vào năm 2006 và 2013, cũng như các danh sách tương tự của tạp chí Playboy (2007), Men's Health (2011), và FHM (kể từ 2005). Johansson ngoài ra còn được vinh danh là Cục cưng của năm trong tạp chí GQ. Cô cũng có một tượng sáp đặt tại bảo tàng Madame Tussauds New York từ năm 2015.
Johansson được mời gia nhập Viện Hàn lâm Khoa học và Nghệ thuật Điện ảnh vào tháng 6 năm 2004. Năm 2006, Johansson xuất hiện trong danh sách Celebrity 100 của Forbes, và một lần nữa vào các năm 2014, 2015, 2018 và 2019. Johansson nhận được một ngôi sao trên Đại lộ Danh vọng Hollywood vào tháng 5 năm 2012. Năm 2014, 2015 và 2016, Forbes xếp cô vào danh sách những nữ diễn viên được trả lương cao nhất thế giới, với thu nhập trong ba năm lần lượt là 17 triệu USD, 35,5 triệu USD và 25 triệu USD. Tạp chí đã xếp hạng cô là nữ diễn viên được trả lương cao nhất thế giới vào năm 2018 và 2019, với thu nhập tương ứng là 40,5 triệu USD và 56 triệu USD. Cô là diễn viên có doanh thu cao nhất năm 2016 với tổng cộng 1,2 tỷ USD từ các phim điện ảnh trong năm. Cũng thờ thành tích này, IndieWire đã dành lời khen ngợi nữ diễn viên vì cô luôn đảm nhận những vai diễn đầy mạo hiểm. Tính đến tháng 9 năm 2019, các bộ phim cô tham gia diễn xuất đã thu về hơn 5,2 tỷ USD ở Bắc Mỹ và hơn 14,3 tỷ USD toàn cầu, đưa Johansson trở thành ngôi sao có doanh thu phòng vé cao thứ ba mọi thời đại cả trong nước lẫn trên toàn thế giới; cô cũng là nữ diễn viên có doanh thu cao nhất mọi thời đại ở Bắc Mỹ.
Johansson đã xuất hiện trong các chiến dịch quảng cáo cho Calvin Klein, Dolce & Gabbana, L'Oréal, và Louis Vuitton, đồng thời là gương mặt đại diện cho thương hiệu Mango của Tây Ban Nha từ năm 2009. Cô là người nổi tiếng Hollywood đầu tiên đại diện cho một nhà sản xuất rượu sâm panh khi xuất hiện trong quảng cáo của Moët & Chandon. Vào tháng 1 năm 2014, công ty SodaStream của Israel, chuyên sản xuất các sản phẩm carbon hóa gia đình, đã mời Johansson làm đại sứ thương hiệu toàn cầu đầu tiên của thương hiệu; hợp đồng này bắt đầu với một quảng cáo truyền hình trong chưong trình Super Bowl XLVIII vào ngày 2 tháng 2 năm 2014. Điều này đã gây ra một số tranh cãi, vì SodaStream vào thời điểm đó đã vận hành một nhà máy trên lãnh thổ do Israel chiếm đóng ở Bờ Tây.

## Đời tư
Khi theo học PCS, Johansson đã hẹn hò với người bạn cùng lớp Jack Antonoff từ năm 2001 đến năm 2002. Cô đã hẹn hò với bạn diễn Black Dahlia Josh Hartnett trong khoảng hai năm cho đến cuối năm 2006. Hartnett cho biết họ chia tay nhau vì lịch trình bận rộn khiến cả hai không có thời gian dành cho nhau. Johansson bắt đầu mối quan hệ với nam diễn viên người Canada Ryan Reynolds từ năm 2007. Họ đính hôn vào tháng 5 năm 2008 và kết hôn vào tháng 9 năm 2008 trên Đảo Vancouver. Hai người bắt đầu sống ly thân từ tháng 12 năm 2010 và chính thức ly hôn vào tháng 7 năm 2011.
Vào tháng 11 năm 2012, Johansson bắt đầu hẹn hò với doanh nhân người Pháp Romain Dauriac, chủ một công ty quảng cáo. Cả hai đính hôn vào tháng 9 năm kế đó. Cặp đôi đã quản lý thời gian của hai người một cách hợp lý giữa Thành phố New York và Paris. Năm 2014, cô hạ sinh một đứa con gái và đặt tên cho cô bé là Rose Dorothy Dauriac. Johansson và Dauriac kết hôn vào tháng 10 năm đó tại Philipsburg, Montana. Cả hai ly thân vào giữa năm 2016 và ly hôn vào tháng 9 năm 2017. Johansson bắt đầu mối quan hệ với Colin Jost, nhà biên kịch của Saturday Night Live và cũng là người dẫn chương trình của Weekend Update, từ tháng 5 năm 2017. Tháng 5 năm 2019, Johansson và Jost đã đính hôn. Họ kết hôn vào tháng 10 năm 2020 tại nhà riêng ở New York. Cô sinh cho hai người một bé trai vào tháng 8 năm 2021 và đặt tên bé là Cosmo.
Johansson đã chỉ trích các phương tiện truyền thông, vốn là nguyên nhân gây ra chế độ ăn uống không lành mạnh và chứng rối loạn ăn uống ở phụ nữ. Trong một bài viết mà cô thực hiện cho The Huffington Post, nữ diễn viên đã khuyến khích mọi người hãy duy trì một cơ thể khỏe mạnh. Cô và nữ diễn viên Keira Knightley đã chụp ảnh khỏa thân cho trang bìa của Vanity Fair vào tháng 3 năm 2006 cùng với nhà thiết kế thời trang Tom Ford – lúc đó đang mặc đầy đủ quần áo. Điều này đã dấy lên nhiều tranh cãi khi một số người tin rằng bức ảnh cổ súy cho suy nghĩ: phụ nữ phải thể hiện hình ảnh gợi cảm thường xuyên hơn nam giới. Tháng 9 năm 2011, những bức ảnh khỏa thân của Johansson trong điện thoại di động đã bị rò rỉ trên mạng. Sau cuộc điều tra của FBI, tên hacker đã bị bắt và nhận án 10 năm tù. Johansson cho biết những bức ảnh vốn được gửi tới chồng cô khi đó là Ryan Reynolds, vào khoảng ba năm trước khi vụ việc xảy ra. Năm 2014, Johansson thắng kiện nhà xuất bản Pháp JC Lattès vì những tuyên bố phỉ báng các mối quan hệ của cô trong cuốn tiểu thuyết The First Thing We Look At của Grégoire Delacourt. Nữ diễn viên được bồi thường 3.400 USD, dù số tiền bồi thường thiệt hại mà cô yêu cầu ban đầu là 68.000 USD.

## Hoạt động khác

### Từ thiện
Johansson đã hỗ trợ nhiều tổ chức từ thiện khác nhau, bao gồm Aid Still Required, Cancer Research UK, Stand Up to Cancer, Too Many Women – bốn tổ chức hoạt động chống lại bệnh ung thư vú – và USA Harvest – tổ chức cung cấp thực phẩm cho những người có nhu cầu. Năm 2005, Johansson trở thành đại sứ toàn cầu cho cơ quan viện trợ và phát triển Oxfam. Năm 2007, cô tham gia vào chiến dịch xóa đói giảm nghèo ONE, được tổ chức bởi Bono, ca sĩ chính của nhóm nhạc U2. Vào tháng 3 năm 2008, một nhà đấu giá tại Anh Quốc đã trả 20.000 GBP trên eBay để gây quỹ cho Oxfam và giành được một suất chăm sóc tóc và trang điểm, một cặp vé và một buổi hẹn 20 phút với Johansson tới buổi ra mắt của He's Just Not That Into You. Vào tháng 1 năm 2014, Johansson rời Oxfam sau những chỉ trích về việc cô nhận lời quảng cáo cho SodaStream, công ty có nhà máy chính đặt tại Mishor Adumim, một khu định cư của Israel đặt tại Bờ Tây; Oxfam phản đối mọi hoạt động giao thương với các khu định cư như vậy của Israel. Oxfam cũng cho biết họ rất cảm ơn những đóng góp của Johansson trong việc gây quỹ chống đói nghèo. Năm 2017, cùng với các diễn viên của Avengers, Johansson đã quyên góp được 500.000 USD cho các nạn nhân của bão Maria.
Năm 2018, Johansson hợp tác với 300 phụ nữ ở Hollywood để thành lập sáng kiến Time's Up nhằm bảo vệ phụ nữ khỏi bị quấy rối và phân biệt đối xử. Johansson đã tham gia Tuần hành phụ nữ ở Los Angeles vào tháng 1 năm 2018, nơi cô phát biểu về các chủ đề như lạm dụng quyền lực, đồng thời chia sẻ những câu chuyện từ trải nghiệm thực tế của bản thân. Cô nhận về những phản ứng dữ dội khi cáo buộc các hành vi sai trái về tình dục của nam diễn viên James Franco, trong khi trước đây chính cô lại đứng ra bảo vệ quyết định của mình khi cộng tác với Woody Allen – người bị con gái Dylan Farrow cáo buộc với tội danh tương tự. Johansson đã hỗ trợ cho Operation Warrior Wellness, một phần của Quỹ David Lynch giúp các cựu chiến binh học về thiền siêu việt. Ông nội của cô, Phillip Schlamberg, là phi công Mỹ cuối cùng thiệt mạng trong Chiến tranh thế giới thứ hai. Ông ra đi trong một nhiệm vụ ném bom cùng với Jerry Yellin, một nhà đồng sáng lập của Operation Warrior Wellness.

### Chính trị
Johansson đã đăng ký làm cử tri độc lập, ít nhất là cho đến năm 2008, và vận động cho ứng cử viên Đảng Dân chủ John Kerry trong cuộc bầu cử tổng thống Hoa Kỳ năm 2004. Khi George W. Bush tái đắc cử năm 2004, cô cho biết mình thất vọng. Vào tháng 1 năm 2008, cô tổ chức chiến dịch tranh cử cho ứng cử viên Đảng Dân chủ Barack Obama, bao gồm các lần xuất hiện tại Iowa – nhắm vào các cử tri trẻ tuổi, Đại học Cornell và Đại học Carleton ở Northfield, Minnesota vào ngày Siêu thứ Ba năm 2008. Johansson xuất hiện trong video âm nhạc cho bài hát "Yes We Can" (2008) của rapper will.i.am do Jesse Dylan đạo diễn; bài hát được lấy cảm hứng từ bài phát biểu của Obama sau cuộc bầu cử sơ bộ năm 2008 ở New Hampshire. Tháng 2 năm 2012, Johansson và Anna Wintour đã tổ chức buổi ra mắt quần áo, túi xách và phụ kiện để ủng hộ Obama, số tiền thu được được sử dụng cho chiến dịch tái tranh cử của Tổng thống. Cô phát biểu trước các cử tri tại Đại hội Quốc gia của Đảng Dân chủ vào tháng 9 năm 2012, kêu gọi Obama tái đắc cử và thu hút nhiều sự hưởng ứng từ các cử tri trẻ. Cô khuyến khích phụ nữ bỏ phiếu cho Obama và lên án Mitt Romney vì phản đối Tổ chức kế hoạch hóa gia đình Hoa Kỳ.
Trong cuộc tranh cử vị trí Giám đốc điều hành thành phố New York năm 2013, Johansson công khai tán thành và ủng hộ Chủ tịch Manhattan Borough, Scott Stringer, bằng cách tổ chức một loạt các hoạt động gây quỹ. Để khuyến khích mọi người bỏ phiếu trong cuộc bầu cử tổng thống năm 2016, mà trong đó Johansson ủng hộ cho Hillary Clinton, cô đã xuất hiện trong một quảng cáo cùng với bạn diễn Robert Downey Jr. và Joss Whedon. Vào năm 2017, cô tham gia phát biểu tại buổi Tuần hành phụ nữ ở Washington, đề cập đến nhiệm kỳ tổng thống của Donald Trump và nói rằng cô sẽ ủng hộ tổng thống nếu ông hoạt động vì quyền của phụ nữ và ngừng rút tài trợ liên bang cho Tổ chức kế hoạch hóa gia đình Hoa Kỳ. Trong cuộc bầu cử sơ bộ tổng thống của Đảng Dân chủ năm 2020, Johansson ủng hộ cho ứng cử viên Elizabeth Warren; cô cho biết Warren là người "chu đáo, cầu tiến nhưng cũng rất thực tế". Vào tháng 12 năm 2020, ba thành viên của Egyptian Initiative for Personal Rights, một tổ chức dân quyền của Ai Cập, đã được thả khỏi nhà tù ở Ai Cập sau khi Johansson miêu tả hoàn cảnh giam giữ của họ và yêu cầu bộ ba được trả tự do.